# Феррелл, Тайра
Тайра Феррелл (англ. Tyra Ferrell, род. 28 января 1962) — американская актриса.

## Жизнь и карьера
Фаррелл родилась и выросла в Хьюстоне, штат Техас. После окончания средней школы она переехала в Нью-Йорк, где начала выступать на малой театральной сцене, прежде чем дебютировать на Бродвее. На большом экране она дебютировала в 1981 году, с малой ролью в комедии «Так здорово», а затем продолжала появляться в фильмах «Берегись, дама!», «Школьные годы чудесные», «Могучий Куинн» и «Изгоняющий дьявола 3». На телевидении Фаррелл появилась в «Блюз Хилл-стрит», «Сумеречная зона» и «Квантовый скачок», а также имела второстепенную роль в «Тридцать-с-чем-то». В 1990 году она была членом регулярного состава недолго просуществовавшего ситкома Валери Харпер «Город» на CBS.
В 1991 году Фаррелл исполнила роли второго плана в кинофильмах «Ребята по соседству» и «Тропическая лихорадка». В следующем году она снялась с Уэсли Снайпсом в комедии «Белые люди не умеют прыгать», а с тех пор имела второстепенные роли в фильмах «Равноденствие», «Поэтичная Джастис» и «Высший балл». В 1993 году она исполнила наравне с Мэр Уиннингэм ведущую роль в сделанном для Lifetime телефильме «Лучше умереть». В следующем году у Фаррелл была второстепенная роль в первом сезоне сериала NBC «Скорая помощь», а в 1996-97 годах она снималась с Корбином Бернсеном синдицированном научно-фантастическом сериале «Мыс».
В 2000-х Фаррелл появлялась на экранах лишь несколько раз. В 2000 году у неё была роль второго плана в мини-сериале HBO «Угол» с Ханди Александер, а затем гостевые в «Пища для души», «Щит» и «Закон и порядок: Специальный корпус». В 2004 году она номинировалась на NAACP Image Award за роль в телефильме ABC «Рейс 323: Крушение», а в следующий раз, десять лет спустя, сыграла главную роль в режиссёрском дебюте Таши Смит «В коробке». После этого Фаррелл получила второстепенную роль во втором сезоне прайм-тайм мыльной оперы Fox «Империя».